# Rina Akiyama
Rina Akiyama (jap. 秋山 莉奈 Akiyama Rina; ur. 26 września 1985 w Tokio) – japońska aktorka i była modelka.

## Filmografia

### Seriale
- Nasake no Onna (TV Asahi 2010) odc.6
- Yonimo Kimyona Monogatari (Fuji TV 2008)
- Kamen Rider Den-O (TV Asahi 2007)
- Kamen Rider Agito (TV Asahi 2001)

### Filmy
- Omote to Ura Dai2sho (2015)
- Hana Medama Kotaro no Koi (2015)
- Tokyo Yamimushi Part II (2013)
- Tokyo Yamimushi Part I (2013)
- Iron Girl (2012)
- Eiga-ban: Futari Ecchi - Toripuru Rabu&Rabu Fureba (2012)
- Kamen Raida × Supa Sentai Supa Hiro Taisen (2012)
- Ozu Den'o Oru Raida: Rettsu Go Kamen Raida (2011)
- Handomeido Enjieru (2010)
- Gothic & Lolita Psycho (Gosurori shokeinin) (2010)
- Masked Rider Den-o Trilogy The Movie Episode Yellow (2010)
- Kamen Rider × Kamen Rider × Kamen Rider The Movie: Choudenou toriroji - Episode blue - Haken imajin wa new toraru (2010)
- Kamen Rider × Kamen Rider × Kamen Rider The Movie: Cho-Den-O Trilogy (2010)
- Cho Kamen Rider Den-O & Decade NEO Generations: The Onigashima Battleship (2009)
- Tokumei kakaricho Tadano Hitoshi: Saigo no gekijoban (2008)
- Heibon Punch (2008)
- Kamen Rider Den-O & Kiva: Climax Deka (2008)
- Masked Rider Den-O:The Movie (2007)
- Eko eko azaraku: B-page (2006)
- Master of Thunder: Kessen!! Fuuma ryuuko-den (2006)
- Ainshutain garu (2005)